# Габышев, Александр Гаврилович
Александр Гаврилович Габышев (1899, с. Антоновка, Якутская область, Российская империя — 21 мая 1942, ГУЛАГ) — советский хозяйственный, государственный и политический деятель.

## Биография
Родился в 1899 году в селе Антоновка. Член ВКП(б) с 1920 года.
С 1919 года — на хозяйственной, общественной и политической работе. В 1919—1939 гг. — уполномоченный Сибревкома по Якутской области, инструктор РКП(б) в Якутске, председатель Вилюйского уездного революционного комитета, слушатель Высших партийных курсов при ЦК ВКП(б), и. о. ответственного секретаря Якутского областного комитета ВКП(б), управляющий делами ЦИК и СНК Якутской АССР, студент МСХА им. Тимирязева, парторг Верхоянской геологической экспедиции, председатель ЦИК Якутской АССР, преподаватель политической экономии Якутского педагогического института
Избирался депутатом Верховного Совета СССР 1-го созыва.
Репрессирован, осуждён к 8 годам заключения, расстрелян в 1942 году.